# Trevor Royle
Trevor Royle es un personaje ficticio de la serie de televisión británica Hollyoaks interpretado por el actor Greg Wood del 15 de abril de 2013 hasta el 25 de mayo del 2016.
 

## Biografía
Trevor aparece por primera vez en abril del 2013 cuando se reúne con Jacqui McQueen quien se hacía pasar por Trudy Ryan para hacer una transacción ilegal, antes de realizarla Trevor la amenaza con matarla si cometía un error. Cuando las cosas no salen como las planeo Trevor va a buscar a Jacqui e intenta matarla pero Tony Hutchinson lo golpea y lo deja inconsciente.
Poco después Trevor le da drogas a Ste Hay para que venda pero pronto sse harta de que Ste arruinara varios trabajos. Luego Phoebe McQueen contacta a Trevor y le pide un pasaporte ilegal para su amigo Vincent Elegba sin saber que Trevor era el responsable de haber introducido a Vincent de contrabando al país. Cuando Trevor se da cuenta de que Phoebe es la hija adoptiva de Jacqui la secuestrarla, luego secuestra a Vincent y golpea a Ste cuando intentaba detenerlo, luego amenaza a la familia McQueen con matar a Vincent si no le entregaban a Jacqui.
El esposo de Mercedes McQueen, Paul Browning intenta engañar a Trevor haciéndole creer que Jacqui había muerto y organiza un falso funeral, al inicio no cree que Jacqui esté muerta pero cuando un cuerpo cae del ataúd asume que es el de Jacqui y deja libre a Vincent sin darse cuenta de que el cuerpo que estaba dentro del ataúd era de un paciente fallecido de Paul.
Poco después cuando Paul cree que Myra McQueen, la madre de Mercedes había descubierto que él era un asesino y un criminal, le pide a Trevor que contrate a un sicario para matarla, pero el plan no funciona. Cuando Trevor descubre que Ste estaba planeando hacer un robo le exige saber los detalles, el día del robo Trevor decide realizarlo pero el cómplice de Ste, Freddie Roscoe se resiste y termina siendo apuñalado durante la pelea, Freddie es llevado al hospital donde se recupera y Trevor lo visita y lo amenaza con no decirle a la policía que él había sido el responsable y cuando Joe Roscoe ve a Trevor amenazando a su prometida Lindsey Butterfield lo ataca. Trevor comienza a acosar a la familia Roscoe y con el fin de protegerlos Freddie le ofrece trabajar para él. Cuando Fraser Black llega a Hollyoaks se revela que él y Trevor eran socios.
Más tarde se revela que la persona que había estado acosando a Paul era el abogado Jim McGinn y que él estaba trabajando junto a su cliente quien era Trevor, ambos crean un plan para forzar a Paul a vender parte de su discoteca "The Loft" y a irse. Cuando Fraser le pide a Jim que visite a Clare Devine en la cárcel para sacarla ella no acepta su ayuda pero inmediatamente cambia de parecer cuando se da cuenta de que no puede resistir más tiempo en la cárcel y Jim logra sacarla, cuando Clare se reúne con su padre él le da el "The Loft" pero cuando le dice que estaba esperando un bebé de Trevor su padre la empuja por las escaleras lo que ocasiona que Clare pierda al bebé, buscando vengarse de su padre Clare le dice a Trevor que pondrá una bomba en el Loft lo que ocasiona algunas muertes y varios heridos. Ese mismo día Clare es asesinada por Paul luego de que él la atropellara para vengarse de ella y alejarla de Mercedes con quien tenía constantes enfrentamientos.
Poco después cuando la otra hija de Fraser, Grace Black llega a Hollyoaks para asistir al funeral de su hermana Clare Devine decide unirse a su padre y a Trevor para buscar a Paul y vengarse por la muerte de Clare, pero no lo encuentran (sin saber que Paul había sido asesinado por Mercedes mientras ella intentaba defenderse de él).
Cuando Cindy Cunningham inadvertidamente le dice a Trevor que el seguro de vida a Paul vale unas £500 libras él comienza a crear un plan para obtener el dinero, sin embargo cuando Grace descubre que su padre había aceptado que Trevor se acercara a Mercedes para obtener el dinero se pone celosa y queda destrozada. Cuando Trevor se da cuenta de su actitud la confronta y le pregunta por qué está tan celosa y después de un rato ambos admiten que se aman, comienzan a besarse y terminan teniendo relaciones, Trevor y Grace planean huir a Tailandia para alejarse de Fraser, pero cuando él se entera y confronta a Trevor lo obliga a alejarse de su hija y cuando Trevor va a encontrarse con Grace besa a Mercedes enfrente de ella, lo que deja a Grace destrozada y cuando lo confronta Trevor se ve obligado a mentirle y le dice que mintió cuando le dijo que la amaba, molesta Grace saca a Mercedes del bar y cuando Mercedes le dice a Grace que su hermana Clare era patética y que ella la había matado Grace la abofetea, unos minutos más tarde cuando Trevor intenta calmar a Grace finalmente le dice que sólo estaba con Mercedes por el dinero de la póliza de vida de Paul.
El 25 de mayo del 2016 Trevor se casa con Grace, sin embargo unos segundos después de haber dicho "acepto" muere luego de desvanecerse después de haber sido acuchillado por Nico Blake, quien lo atacó luego de acusarlo de haber destruido a su familia después de descubrir que Trevor tenía una aventura con su madre Sienna Blake.